# Nicole Pawelke
Nicole Pawelke (* 1975) ist eine deutsche Kulturmanagerin, Eventregisseurin und Dozentin.

## Beruflicher Werdegang
Nicole Pawelke studierte Betriebswirtschaft an der Universität Passau. In der Folge arbeitete sie als Head of Marketing bei NBC Universal Global Networks Deutschland und als Head of Marketing bei Sky Deutschland.
Sie ist Gastdozentin an der Ludwig-Maximilians-Universität München und hat einen Lehrauftrag an der Campus M University der Hochschule Mittweida.
Seit 2012 organisiert sie als Geschäftsführerin des Showtheaters Traumfabrik nationale Kulturveranstaltungen und internationale Auftritte bei Veranstaltungen von Verbänden und Unternehmen. Pawelke leitet die Produktion einer jährlich wiederkehrenden Tournee mit 40 Live-Shows im Jahr und ist Ablaufregisseurin hierfür. Zudem erstellt sie als Eventregisseurin künstlerische Inszenierung für Firmen-Events. Für ihr Schaffen als Eventregisseurin und Kulturmanagerin wurde sie zusammen mit Ingo Pawelke von der Bundesregierung zum Kultur- und Kreativpiloten Deutschland 2016 ausgezeichnet.

## Veranstaltungen (Auswahl)
- 2016: Leichtathletik-Europameisterschaft „Midnight Reception“ des Deutschen Leichtathletik-Verbandes in Amsterdam
- 2018: Zenith (München) Abschlussveranstaltung des Jugendmalwettbewerbs Bayern
- 2023: Bayerische Turnfest Gala[5]
- 2023: KUKA 125-Jahr-Feier, Augsburg; Produzent des kulturellen Beitrags[6]
- 2023: Marbach 100-Jahr-Feier, Heilbronn; Produzent des Events[7]
- seit 2011: jährliche Deutschland-Tournee der Traumfabrik mit 40 Shows[8]
- seit 2012: jährliches Workshop-Festival „Erlebnistage“ Regensburg[8]

## Auszeichnungen
- 2008 Promax/BDA World Gold Awards 2008 (New York) für die Sender Das Vierte, Sci Fi und 13th Street: 1× Gold, 4× Silber, 1× Bronze[9]
- 2008 Eyes & Ears Award bei NBC Universal (13th Street) für Merchandising & Ambient Promotion u. a. zum Shocking Shorts Award[10]
- 2016 Kultur- und Kreativpiloten Deutschland (Auszeichnung der Bundesregierung)[4]

## Privates
Sie ist verheiratet mit Ingo Pawelke und Schwiegertochter von Rainer Pawelke, dem Gründer des Showtheaters Traumfabrik. Sie lebt und arbeitet in München.